# 포이니케 조약
포이니케 조약(Treaty of Phoenice) 또는 포이니케의 평화(Peace of Phoenice)는 제1차 마케도니아 전쟁을 끝내는 조약이었다. 기원전 205년에 포이니케에서 체결되었다.

## 개요
그리스는 필리포스 5세가 지배하는 마케도니아와 아이톨리아 동맹 사이에서 정치적 균형을 유지하고 있었다. 로마와 카르타고 전쟁은 이러한 균형을 깨뜨렸다. 입지를 높이려던 필리포스는 함대를 양성하였고, 한니발에게 사자를 보냈으며, 이후 이탈리아의 일부를 점령했다. 로마는 필리포스가 군사원조를 할까봐 두려워, 마케도니아를 로마의 일리리아 지방 동쪽에만 묶어두고자 했다. 기원전 214년에서 212년 사이 육로에 의한 진군이 막히자, 필리포스는 해상으로 일리리아를 침략하려고 두 번에 걸친 시도를 했지만 무산되었다. 결국 지방의 항복을 받고, 리수수 항구를 점령하는데 성공했다.
이 시점에서 로마는 아이톨리아에게 반 필리포스 동맹에 박차를 가할 수 있었다. 2년 동안 동맹국은 군사적으로는 마케도니아와의 전쟁을 치루며 작은 승리를 거둘 수 있었고, 정치적으로는 여러 도시 국가들과 추가로 동맹을 맺을 수 있었다. 로마가 전장에서 퇴각하자, 필리포스의 군대는 아나톨리아로 진격하였고, 전쟁의 판을 뒤집을 수 있었다. 결국 마케도니아는 대부분의 원래 영토를 회복하였고, 로마와 아이톨리아는 강화를 할 준비를 했다.
이 조약은 공식적으로는 일리리아의 함락을 포함하여 마케도니아의 우호적 지위를 인정했지만, 필리포스는 사실상 한니발과의 동맹을 부인했다. 조약 내용에는 로마가 파르티아, 디말람, 바굴룸과 유게니움을 통제할 수 있도록 했으며, 로마 원로원의 승인을 기다리며 마케도니아는 아틴타니아를 통제했다. 조약의 다른 당사자로는 비티니아의 프루시아스, 아카이아, 보이오티아, 테살리아, 아카르나니아가 있었고, 필리포스 측에서는 에피로스, 일리리아, 아탈루스, 플레우라투스, 라카다니모니아의 나비스, 엘리스, 메세니아가 있었으며, 아테네가 로마 편에 섰다.

## 참고 문헌
- 리비, History, xxix.12(구텐베르그 프로젝트)